# Джалилов, Рафиг Аскер оглы
Рафиг Аскер оглы Джалилов (азерб. Rafiq Əsgər oğlu Cəlilov; род. 13 января 1963) — глава исполнительной власти Джалильабадского района.

## Биография
Родился 13 января 1963 года. В 1984 году окончил Азербайджанский народнохозяйственный институт по специальности «экономист».
С 1984 по 1989 являлся начальником контрольно-ревизионного бюро металлургического комбината «Криворожсталь» (Украина).
С 1990 года работал в Азербайджанском каспийском морском пароходстве, Министерстве экономического развития Азербайджана, Комитете по управлению государственным имуществом Азербайджана.
Заместитель председателя Комитета по управлению государственным имуществом Азербайджана (14 февраля 2006 — 14 сентября 2021).
Глава исполнительной власти Джалильабадского района (с 14 сентября 2021).